# Organización territorial de Eritrea

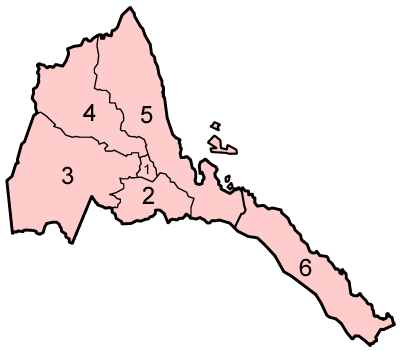
Regiones de Eritrea.

El Estado de Eritrea se divide en seis regiones llamadas zobas, que se subdividen en distritos llamados subzobas. La extensión de las regiones se basa en sus posesiones hídricas. Este es un intento dual por parte del Gobierno eritreo: proveer a cada administración el control suficiente sobre su capacidad agrícola y eliminar conflictos entre regiones.

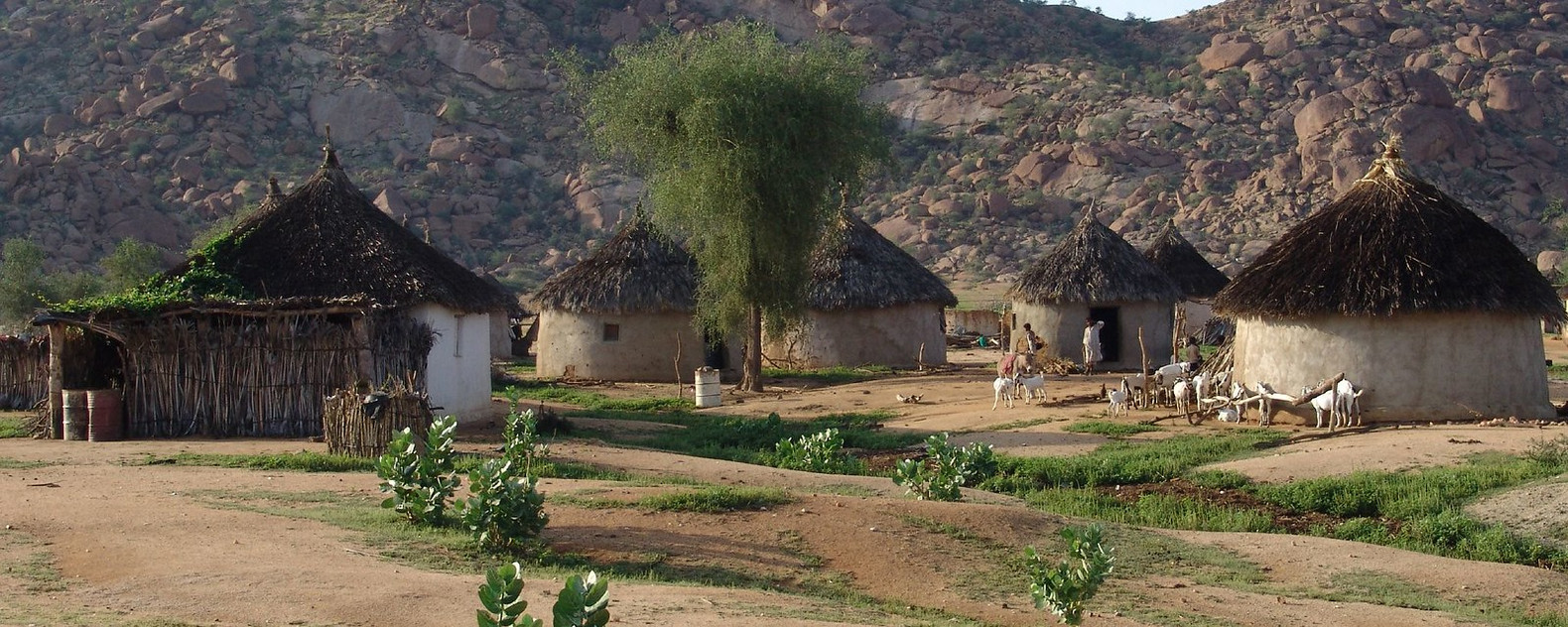
Asentamiento tradicional africano en Gash Barka.

Las regiones y subregiones son:
| N.º | Región                 | Subregión |
| --- | ---------------------- | --- |
| 1   | Central                | Berikh, Ghala-Nefhi, Semienawi Mibraq, Serejaka, Debubawi Mibraq, Semienawi Mi'erab, Debubawi Mi'erab                       |
| 2   | Sur                    | Adi Keyh, Adi Quala, Areza, Debarwa, Dekemhare, Mai Ayni, Mai Mne, Mendefera, Segeneiti, Senafe, Tserona                    |
| 3   | Gash-Barka             | Agordat, Barentu, Dghe, Forto, Gogne, Haykota, Logo-Anseba, Mensura, Mogolo, Molki, Guluj, Shambuko, Tesseney, La'elay Gash |
| 4   | Anseba                 | Adi Tekelezan, Asmat, Elabered, Geleb, Hagaz, Halhal, Habero, Keren, Kerkebet, Sel'a                                        |
| 5   | Mar Rojo Meridional    | Afabet, Dahlak, Ghel'alo, Foro, Ghinda, Karura, Massawa, Nakfa, She'eb                                                      |
| 6   | Mar Rojo Septentrional | Are'eta, Central Dankalia, Southern Dankalia, Assab                                                                         |